# Nicolas Freeling
Œuvres principales
- Frontière belge (1963)
- Le Roi d'un pays pluvieux (1966)

Nicolas Freeling, pseudonyme du chef cuisinier britannique Nicolas Davidson (Londres, 3 mars 1927 - Mutzig, Bas-Rhin, 20 juillet 2003), est un écrivain de roman policier, auteur de la série Van der Valk.

## Biographie
Enrôlé dans l'armée pendant la Seconde Guerre mondiale, Freeling amorce après le conflit une carrière de chef cuisinier qui le mène aux quatre coins de l'Europe. Accusé à tort d'un vol de nourriture, il est incarcéré pendant trois semaines et, pour tromper son ennui, il amorce l'écriture d'un roman, en ayant à l'esprit les auteurs qui ont bercé son enfance: Charles Dickens, Rudyard Kipling, Joseph Conrad et Jane Austen.
En 1962, il publie L'Amour à Amsterdam, première enquête de son héros récurrent, le commissaire Van der Valk, qui lui vaut une immédiate notoriété. Dix romans seront consacrés à ce jeune détective dont l'attitude bourrue et les déambulations dans le cadre et l'atmosphère pluvieuse des Pays-Bas ont souvent fait comparer Freeling à Georges Simenon et Van der Valk au jeune Maigret. En 1972, il tente de se débarrasser de son héros, mais doit le ramener à la vie pour trois enquêtes supplémentaires en employant sa veuve, la française Arlette Van der Valk, pour assurer la transition. À partir de 1974, il crée aussi Henri Castang, policier français à la retraite, pour une série de romans policiers que la critique juge inférieure à celle de Van der Valk. Peu après, Freeling s'installe avec femme et enfants dans le village de Grandfontaine en Alsace.
De 1972 à 1992, Van der Valk, série télévisée britannique de 32 épisodes, a popularisé le héros de Freeling, incarné au petit écran par Barry Foster.

## Œuvre

### Romans

#### SérieCommissaire Van der Valk
- Love in Amsterdam ou Death in Amsterdam (1962) Publié en français sous le titre L'Amour à Amsterdam, Paris, Plon, 1964 ; réédition, Paris, 10/18 no 1826, 1987; réédition, Paris, L'Archipel, 07/2021
- Because of the Cats (1963) Publié en français sous le titre C'est la faute des chats, Paris, Plon, 1966 ; réédition sous le titre À cause des chats, Paris, 10/18 no 1769, 1986 ; réédition, Paris, France-Loisirs, 1987
- Gun Before Butter ou Question of Loyalty (1963) Publié en français sous le titre Frontière belge, Paris, Plon, 1965 ; réédition, Paris, 10/18 no 1767, 1986
- Double-Barrel (1964) Publié en français sous le titre Coup double, Paris, Plon, 1966 ; réédition, Paris, 10/18 no 1769, 1986
- Criminal Conversation (1965) Publié en français sous le titre Psychanalyse d'un crime, Paris, Plon, 1968 ; réédition, Paris, 10/18 no 2603, 1995
- The King of the Rainy County (1966) Publié en français sous le titre Le Roi d'un pays pluvieux, Paris, Plon, 1967 ; réédition, Paris, 10/18 no 2213, 1991
- Strike out Where Not Applicable (1967) Publié en français sous le titre Rayer les mentions inutiles, Paris, Plon, 1968 ; réédition, Paris, 10/18 no 2147, 1991
- Tsing-Boum! (1969) Publié en français sous le titre Tsing Boum !, Paris, Plon, 1969
- The Lovely Ladies ou Over the High Side (1971)
- A Long Silence ou Auprès de ma blonde (1972)
- The Widow (1979)
- One Damn Thing After Another ou Arlette (1981)
- Sand Castles (1989)

#### SérieHenri Castang
- A Dressing of Diamonds (1974)
- What are the Bugles Blowing For ? ou The Bugles Blowing (1975)
- Sabine ou Lake Isle (1976)
- The Night Lords (1978)
- Castang's City (1980)
- Wolfnight (1982)
- The Back of the North Wind (1983)
- No Part in Your Death (1984)
- Cold Iron (1986)
- Lady Macbeth (1988)
- Not as Far as Velma (1989)
- Those in Peril (1990)
- Flanders Sky ou The Pretty How Town (1992)
- You Who Know (1994)
- The Seacoast of Bohemia (1994)
- A Dwarf Kingdom (1996)

#### Autres romans
- Valparaiso (1964)
- The Dresden Green (1966) Publié en français sous le titre Le Diamant de Dresde, Paris, Presses de la Cité, Mystère no 32, 1969 ; réédition, Paris, Presses de la Cité, coll. Punch no 111, 1969
- This is the Castle (1968)
- Gadget (1977) Publié en français sous le titre Gadget, Paris, Christian Bourgois, 1989
- A City Solitary (1984)
- One More River (1998)
- Some Day Tomorrow (1999)
- The Janeites (2002)

### Autobiographie
- The Kitchen (1970)

### Livres de cuisine
- Cook Book (1972)
- The Kitchen and the Cook (2002)

### Autres ouvrages
- Criminal Convictions (1994)
- The Village Book (2001)

## Prix et distinctions

### Prix
- 1965 : Grand prix de littérature policière pour Frontière belge[1].
- 1967 : Prix Edgar-Allan-Poe du meilleur roman pour The King of the Rainy Country (Le Roi d'un pays pluvieux)[2].

### Nominations
- 1963 : Gold Dagger Award pour Question of Loyalty (Frontière belge)[3].
- 1964 : Gold Dagger Award pour Double-Barrel (Coup double)[3].
- 1966 : Gold Dagger Award pour The King of the Rainy Country (Le Roi d'un pays pluvieux)[3].
- 1972 : Gold Dagger Award pour A Long Silence[3].

## Adaptations télévisées
- 1972 : Van der Valk (série télévisée 1972-1977), série télévisée britannique de 25 épisodes de 60 min, diffusés de 1972 à 1977, et 7 épisodes de 120 min, diffusés en 1991-1992. Barry Foster était le commissaire Van der Valk.
- 1972 : Pas de frontières pour l'inspecteur, série télévisée franco-allemande, 3 épisodes de 90 min, diffusés de 1972 à 1975. Frank Finlay était le commissaire Van der Valk.
- 2020 : Van der Valk (série télévisée 2020), série télévisée britannique de 3 épisodes (saison 1) de 90 min, diffusés en 2020. Avec Marc Warren dans le rôle principal.

## Sources
- Claude Mesplède (dir.), Dictionnaire des littératures policières, vol. 1 : A - I, Nantes, Joseph K, coll. « Temps noir », 2007, 1054 p. (ISBN 978-2-910-68644-4, OCLC 315873251), p. 784-785.